# Gunter XLII de Schwarzburgo-Sondershausen
Gunter XLII de Schwarzburgo-Sondershausen (7 de septiembre de 1570 en Sondershausen - 7  de enero de 1643) reinó entre 1593 y 1643 como conde de Schwarzburgo-Sondershausen.

## Biografía
El conde Gunter XLII era el hijo mayor del conde Juan Gunter I de Schwarzburgo-Sondershausen (1532-1586) y de su esposa, la condesa Ana (1539-1579), hija del conde Antonio I de Oldenburgo.
A la muerte de su padre, era todavía menor de edad y fue puesto bajo la tutela de sus tíos Juan VII de Oldenburgo (1540-1603) y Antonio II de Oldenburgo-Delmenhorst (1550-1619). A partir de 1593, Gunter XLII reinó conjuntamente con sus hermanos Antonio Enrique, Juan Gunter II y Cristián Gunter.
El condado sufrió mucho durante la Guerra de los Treinta Años, teniendo que albergar a muchos soldados. Los condes hicieron lo mejor posible para limitar los daños.
Gunter XLII murió en 1643, el último de sus hermanos; permaneció soltero y sin descendencia.